# Геддис, Дэвид
Дэвид Геддис (англ. David Geddis; род. 12 марта 1958, Карлайл) — английский футболист, нападающий, наиболее известный своими выступлениями за «Ипсвич Таун» и «Астон Вилла». В составе «Ипсвича» он выиграл Кубок Англии в 1978 году, а с «Астон Виллой» стал чемпионом Англии и обладателем Кубка европейских чемпионов в 1982 году. Также играл за такие клубы, как «Лутон Таун», «Барнсли», «Бирмингем Сити» и другие. После завершения карьеры работал тренером и скаутом.

## Биография
Дэвид Геддис родился 12 мая 1958 года в Карлайле, Англия. Свою профессиональную карьеру он начал в 1976 году в клубе «Ипсвич Таун», где провёл три сезона, сыграв 43 матча и забив 5 голов. В 1978 году он стал одним из самых молодых игроков, сыгравших в финале Кубка Англии, где «Ипсвич» победил «Арсенал» благодаря его навесу, который привёл к победному голу Роджера Осборна.
В 1979 году Геддис перешёл в «Астон Вилла» за £300,000, где стал частью команды, выигравшей чемпионат Англии в сезоне 1980/81 и Кубок европейских чемпионов в 1982 году. Хотя он не сыграл в финале, он получил медаль как запасной игрок.
В 1983 году Геддис перешёл в «Барнсли», где забил 24 гола в 45 матчах, а затем играл за «Бирмингем Сити», где помог клубу выйти в Первый дивизион в сезоне 1984/85. Завершил карьеру в 1991 году в клубе «Дарлингтон».

## Тренерская карьера
После завершения игровой карьеры Геддис работал тренером и скаутом. В 2002 году он стал ассистентом тренера в «Ньюкасл Юнайтед» под руководством сэра Бобби Робсона. В 2006 году он был временным главным тренером «Лидс Юнайтед», проведя всего один матч перед назначением Денниса Уайза.